# Ladislav Demšar
Ladislav Demšar (en serbe : Ладислав Демшар), né le 25 janvier 1929, à Novi Sad, en République socialiste de Serbie et mort le 15 mai 1992, est un ancien joueur et entraîneur yougoslave de basket-ball. Il évolue au poste de pivot.

## Palmarès
Joueur
- Champion de Yougoslavie 1948, 1949, 1950, 1951, 1952, 1953, 1954, 1955

Entraîneur
- 3e du championnat d'Europe féminin 1970